# Avit de Micy
Pour les articles homonymes, voir Saint Avit.
Avit de Micy est le troisième abbé de l'abbaye Saint-Mesmin de Micy, un ermite et un saint catholique mort vers 530. Il est fêté le 19 décembre.

## Biographie
Avit naquit au pays de Beauce, d'une famille d'humbles cultivateurs. Son père était du lieu, sa mère arrivait pauvre et mendiante d'Austrasie. Ses parents lui inculquèrent quelques rudiments d'éducation chrétienne bien que cette région fût encore très idolâtre. Jeune homme, il entra dans l'abbaye de Micy, qui sera appelée plus tard abbaye de Saint-Mesmin près d'Orléans. L'abbaye de Micy a été fondée depuis peu par Clovis et dépendait du diocèse de Verdun. Dès les premiers jours en cette abbaye, il sera si serviable que certains des frères le prendront pour un idiot.
L'abbé saint Euspice saura discerner son mérite et sa charité, et il le nommera cellérier (économe) de l'abbaye. Le cellérier (moine préposé au cellier) est relatif aux provisions, aux dépenses de bouche, de la communauté.
Il y avait un autre saint religieux nommé Laetus (saint Lié) que la réputation du lieu avait attiré depuis son diocèse de Bourges. Saint Avit et lui eurent une liaison vertueuse réciproque. Avit et Laetus dans un désir intense de solitude et de désir de perfection en pénitence, prirent la résolution de s'enfuir. Avit laissera les clefs en pleine nuit sous le chevet de l'abbé endormi et ils s'enfuiront au fond d'une épaisse forêt de Sologne.
Quelques années plus tard, vers 508, à la mort de son oncle abbé, saint Micy (ou Maximin), le neveu, alla le chercher et le choisit pour l'accompagner dans l'administration de l'abbaye. À sa mort, les frères qui l'avaient si souvent critiqué, choisiront Avit pour devenir abbé. De temps en temps, Avit retournait dans la forêt pour quelques jours.
Clodomir, l'ainé des fils de Clovis avec sainte Clotilde vint souvent demander conseil à Avit. Saint Grégoire de Tours témoignera qu'Avit avait prédit la fin de Clodomir pour les mauvais traitements et la mort infligés à Sigismond de Bourgogne. "Sire, lui dit-il, si ayant égard à Dieu vous changez le dessein que vous avez projeté, ne permettant pas que ces princes soient mis à mort, Dieu sera avec vous ; et allant à In guerre, vous obtiendrez la victoire : mais si vous les faites mourir, vous périrez de la même manière, et serez livré entre les mains de vos ennemis ; et il sera fait à vous, à votre femme et à vos enfants ce que vous ferez à Sigismond et aux siens". Clodomir marcha en guerre contre Gondemar, le frère de Sigismond : mais elle lui fut fatale, car il y fut tué misérablement, et sa femme avec ses enfants n'eurent pas meilleure fortune avec le temps.
Il aida les prisonniers d'Orléans, guérit un grand nombre de malades, rendit la vue à un enfant aveugle et ressuscitera un de ses frères par cette formule "Au nom de Dieu le Père tout-puissant, levez-vous, Frère, et nous déclarez la raison de votre décès si soudain".
Il décédera vers l'an 530.
En 532, Childebert fera porter son corps à Orléans, et lui élèvera une basilique à son retour victorieux d'Espagne où il avait évoqué saint Avit. Celle-ci sera rasée en 1428 pour assurer la défense d'Orléans au début de son siège. La crypte a été redécouverte en 1852.

## Culte
Douze communes de France sont placées sous le patronage de l'ermite Avit : deux dans le Perche et dix en Aquitaine. Il est possible que ces deux foyers de culte correspondent à deux personnages différents, de même nom, l'autre étant saint Avit, abbé du Monastère du Bourg du Dun, ville qu'on a depuis appelée Châteaudun. Pourtant, la chronologie et les dates de célébrations sont identiques, et des lieux communs sont attestés avec l'Orléanais.
Saint Avit est représenté en statue (XIIIe siècle) sur le portail sud de la cathédrale de Chartres.